# Mary Prince
Mary Prince (Bermuda, 1º ottobre 1788 – 1833 ca.) è stata una scrittrice britannica.

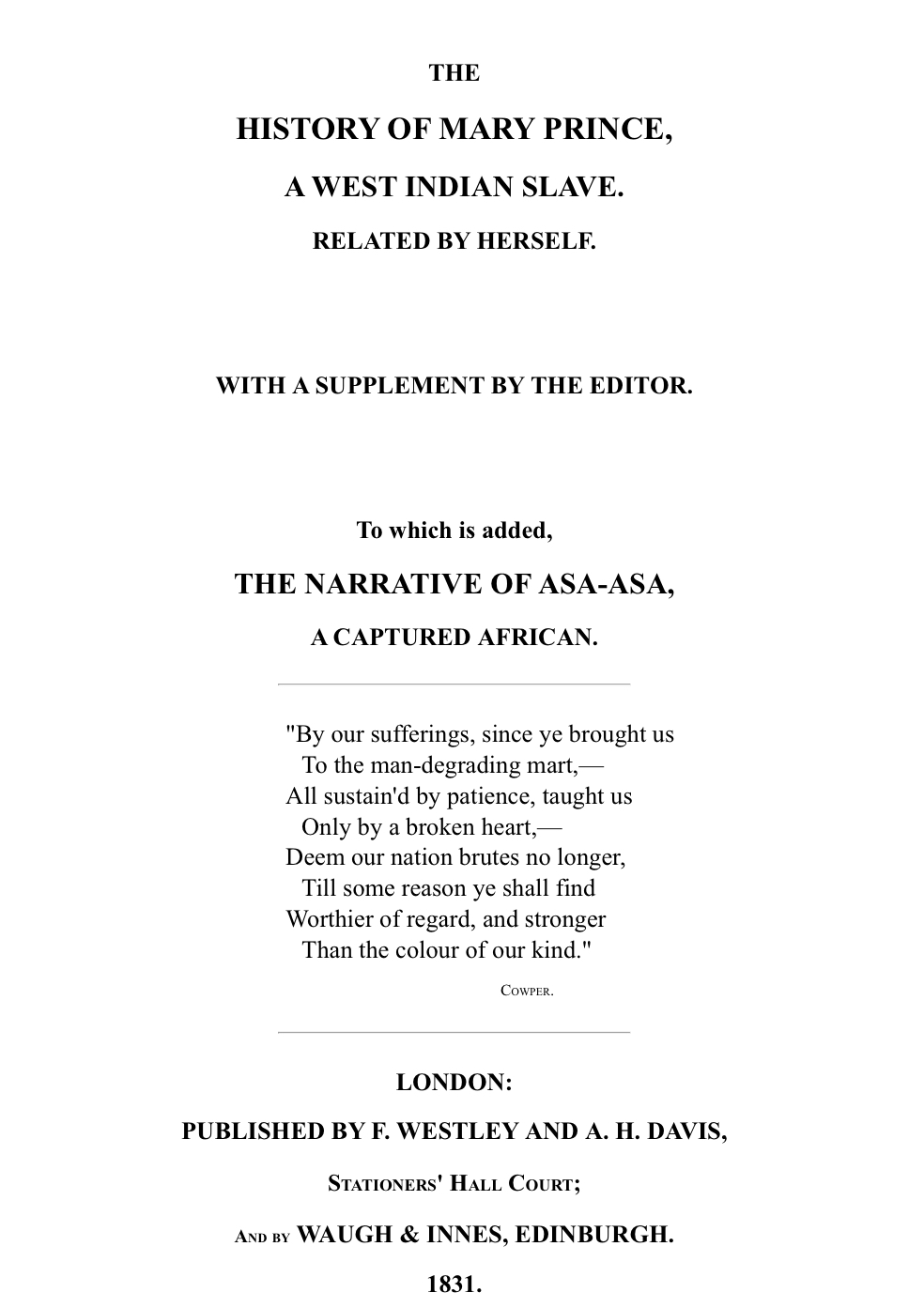
First edition cover

Mary Prince era un'abolizionista britannica e un'autobiografa, nata nelle Bermuda da una famiglia di schiavi di origini africane. Fu la prima donna nera a presentare una petizione al Parlamento inglese.
Dopo la sua fuga, quando viveva in Londra, Inghilterra, scrisse una slave narrative (narrativa schiava) The History of Mary Prince (La storia di Mary Prince) (1831) che fu il primo racconto della vita di una donna nera ad essere pubblicato nel Regno Unito.
La descrizione diretta delle brutalità della schiavitù, lasciata circolare in un periodo in cui la schiavitù era ancora legale nelle Bermuda e nelle colonie britanniche dei Caraibi, ebbe un impatto galvanizzante sul movimento anti-schiavismo. L'opera fu ristampata due volte nel suo primo anno di pubblicazione.
Il racconto di Prince fu trascritto mentre la scrittrice viveva e lavorava in Inghterra, nella casa di Thomas Pringle, fondatore della Anti-Slavery Society. Prince si era recata a Londra da Antigua col suo padrone e la sua famiglia nel 1828.

## Biografia
Mary Prince nacque in condizioni di schiavitù a Brackish Pond nelle isole Bermuda, conosciuto oggi come Devonshire Parish, Bermuda. Suo padre (cui era stato dato solo il nome di Prince, era un segantino al servizio di David Trimmingham, e sua madre una domestica in al servizio di Charles Myners. Ella aveva tre fratelli più giovani e due sorelle, Hannah e Dinah. Quando morì Myners nel 1788, Mary Prince insieme a sua madre e ai fratelli furono venduti come servi domestici al Capitano Darrell. Questi diede Mary e la madre di lei alla propria figlia, con Mary che doveva diventare la compagna servitrice della giovane nipote, Betsey Williams.
All'età di dodici anni, Mary fu venduta per 38 sterline al Capitano John Ingham, di Spanish Point. Le sue due sorelle anche furono vendute lo stesso giorno, a diversi schiavisti. Il nuovo padrone di Mary e sua moglie furono crudeli e spesso perdevano la pazienza frustando pesantemente Mary e le altre per piccole inadempienze.
Ingham vendette Mary nel 1806 ad uno schiavista in Grand Turk nell'arcipelago di Turks e Caicos che era proprietario di saline. Gli abitanti delle Bermuda avevano usato questi bacini per un secolo stagionalmente per l'estrazione di sale dall'oceano.
La produzione di sale per l'esportazione era un pilastro dell'economia delle Bermuda, la produzione, però, era di tipo intensivo. Originariamente, il lavoro di rastrellamento veniva svolto dai bianchi a causa della paura che i neri schiavi venissero sequestrati dai predoni spagnoli e francesi (chi era ridotto in schiavitù era considerato una proprietà, e poteva essere sequestrato durante i periodi di ostilità). I neri servivano da equipaggio sui vascelli Bermuda sloops che consegnavano rastrellatori alle Isole e dalle Isole Turks e consegnavano sale ai mercati del Nord America, impegnandosi in attività marittime mentre i bianchi rastrellavano. Quando le minacce di Spagnoli e Francesi diminuirono, tuttavia, gli schiavi furono collocati a lavorare nelle saline.
Da bambina Mary lavorò in misere condizioni nelle saline con l'acqua fino alle ginocchia. A causa della natura del lavoro di estrazione di sale, Mary è altri vennero spesso forzati a lavorare fino a 17 ore di fila dato che i proprietari delle saline si preoccupavano che se i lavoratori se ne fossero andati per troppo tempo sarebbe arrivata la pioggia a sporcare il sale. Di solito, gli uomini rastrellavano il sale, forzati a lavorare nelle vasche di sale, dove essi erano esposti al sole e al caldo, così come nelle saline che corrodeva le loro gambe scoperte. Le donne impacchettavano il sale.
Mary Prince fece ritorno alle Bermuda nel 1810, dove il suo padrone in quel periodo si era trasferito con sua figlia. Mentre era li, venne fisicamente abusata da lui, e costretta a lavarlo sotto la minaccia di ulteriori percosse. Mary ha resistito agli abusi del suo padrone in due occasioni: una volta, in difesa di sua figlia, che veniva pure lei picchiata dal padre; la seconda volta, per difendersi dalle percosse per aver fatto cadere a terra gli utensili da cucina. Dopo di ciò, lasciò il servizio diretto e fu assunta a Cedar Hill per un periodo, dove guadagnò soldi per il suo padrone lavando vestiti.
Nel 1815, Mary fu venduta una quarta volta, a John Adams Wood di Antigua per $ 300 (2017: ~ $ 4600). Ha lavorato presso la sua famiglia come schiava domestica, frequentando le camere da letto, allattando un bambino piccolo e lavando i panni. Lì iniziò a soffrire di reumatismi, che la lasciarono incapace di lavorare. Quando Adams Wood era in viaggio, Mary guadagnava per sé stessa lavando i bucati e vendendo caffè, patate dolci e altre provviste alle navi.
Ad Antigua, si è unita alla Chiesa della Moravia, dove ha anche frequentato le lezioni e imparato a leggere. Fu battezzata nella chiesa inglese nel 1817 e accettò la comunione, ma ebbe paura di chiedere ad Adams Wood il permesso di frequentare. Nel dicembre del 1826, Mary Prince sposò Daniel James, un uomo ex schiavo che aveva comprato la sua libertà risparmiando denaro dal suo lavoro. Ha lavorato come falegname e collaboratore. Secondo Mary, le sue fustigazioni sono aumentate dopo il matrimonio perché Adams Wood e sua moglie non volevano un uomo di colore libero che vivesse nella loro proprietà.

## Il viaggio in Inghilterra
Nel 1828 Adams Wood e la sua famiglia andarono a Londra, visitando e organizzando l'educazione del figlio, e portando le loro figlie a casa nelle isole. Dietro richiesta di lei, presero Mary Prince con loro come serva. Dopo il caso Somerset contro Stewart del 1772, fu stabilito che era illegale trasportare gli schiavi fuori dall'Inghilterra. Ciò, tuttavia, non rendeva la schiavitù illegale in Inghilterra, anche se l'opinione pubblica credeva che la rendesse tale.
Sebbene Mary Prince poteva lasciare la famiglia di Adams Wood, tuttavia, non aveva i mezzi per mantenersi sola in Inghilterra. Inoltre, a meno che Wood non la emancipasse formalmente, non poteva tornare da suo marito ad Antigua senza essere ridotta in schiavitù.
Sebbene avesse servito i Wood per più di dieci anni, in Inghilterra aumentarono le conflittualità tra loro. Per quattro volte Wood le disse di obbedire o di andarsene. La famiglia Wood le diede una lettera che nominalmente le concedeva il diritto di andarsene, ma nel contempo raccomandava che nessuno avrebbe dovuto assumerla.
Dopo aver lasciato il servizio, Mary Prince trovò accoglienza presso la chiesa Morava in Hatton Garden. Nel giro di poche settimane, iniziò a lavorare occasionalmente per Thomas Pringle, uno scrittore abolizionista, e segretario della Anti-Slavery Society che offriva assistenza ai neri bisognosi. Prince trovò lavoro con la famiglia Forsyth, ma la coppia si trasferì dall'Inghilterra nel 1829. I Woods anche lasciarono l'Inghilterra nel 1829 e tornarono con la loro figlia ad Antigua. Pringle si organizzò per cercare di ottenere da Wood la manomissione (affrancamento) di Prince, in modo che avrebbe potuto avere la libertà legale.
Nel 1829 Adams Wood rifiutò di manomettere Mary Prince o di permetterle di essere acquistata fuori dal suo controllo. Il suo rifiuto di venderla o liberarla significava che finché la schiavitù rimaneva legale in Antigua, Prince non poteva tornare da suo marito e dai suoi amici senza essere resa di nuovo schiava e sottomessa al potere di Wood. Dopo aver tentato di organizzare un compromesso, la Commissione anti-schiavitù propose di presentare una petizione al Parlamento per garantire la manomissione a Mary Prince, ma non ci riuscì. Allo stesso tempo, fu introdotta una legge per liberare tutti gli schiavi dalle Indie Occidentali in Inghilterra, i cui proprietari li avevano portati lì liberamente; la legge non passò ma indicava un crescente sentimento anti-schiavista.